# 2009-es női labdarúgó-Európa-bajnokság
A 2009-es női labdarúgó-Európa-bajnokság házigazdája Finnország volt, melyet 2009. augusztus 23. és szeptember 10. között rendeztek meg. A rendezőt 2006. július 11-én jelölte ki az UEFA a berlini konferenciáján, ahol a finn pályázat a hollandot megelőzve lett győztes. A női labdarúgó-Európa-bajnokság az UEFA szervezésében kiírt torna európai női válogatottak részére.

## Lebonyolítása
A tornán tizenkét csapat vett részt. Az előselejtezőket követően 30 válogatott jutott be a selejtezőkbe. Ezeket a csapatokat hat ötcsapatos csoportba osztották szét, ahol mindegyik együttes megmérkőzött a csoportban lévő összes csapattal hazai pályán és idegenben is. A hat csoportgyőztes egyenes ágon bejutott a tornára. A hat csoportmásodik és a négy legjobb csoportharmadik a pótselejtezők keretein belül mérkőzött meg egymással oda-visszavágós rendszerben. Az így kijutott összesen tizenegy csapat és a házigazda alkotja a torna tizenkét csapatos mezőnyét.

## Résztvevők
| - Anglia - Dánia - Finnország (házigazda) - Franciaország - Hollandia - Izland | - Németország - Norvégia - Olaszország - Oroszország - Svédország - Ukrajna |

## Helyszínek
| Város    | Stadion          | Befogadóképesség | Hazai klub          | Mérkőzések száma                         |
| -------- | ---------------- | ---------------- | ------------------- | ---------------------------------------- |
| Helsinki | Olimpiai Stadion | 40 000           | Finnország          | 4 csoportmérkőzés, döntő                 |
| Helsinki | Finnair Stadion  | 10 770           | Helsingin JK        | 3 csoportmérkőzés, negyeddöntő, elődöntő |
| Turku    | Veritas Stadion  | 09000            | FC Inter, TPS Turku | 4 csoportmérkőzés, negyeddöntő           |
| Tampere  | Ratina Stadion   | 17 000           | Tampere United      | 4 csoportmérkőzés, negyeddöntő, elődöntő |
| Lahti    | Lahden Stadion   | 15 000           | FC Lahti            | 3 csoportmérkőzés, negyeddöntő           |

## Játékvezetők
Az alábbi kilenc női játékvezető működik közre a mérkőzéseken.
| Európa - Natalja Аvdoncsenko - Dagmar Damková - Cristina Dorcioman - Gaál Gyöngyi - Kirsi Heikkinen - Alexandra Ihringova - Katerina Monzul - Jenny Palmqvist - Bibiana Steinhaus |

## Eredmények

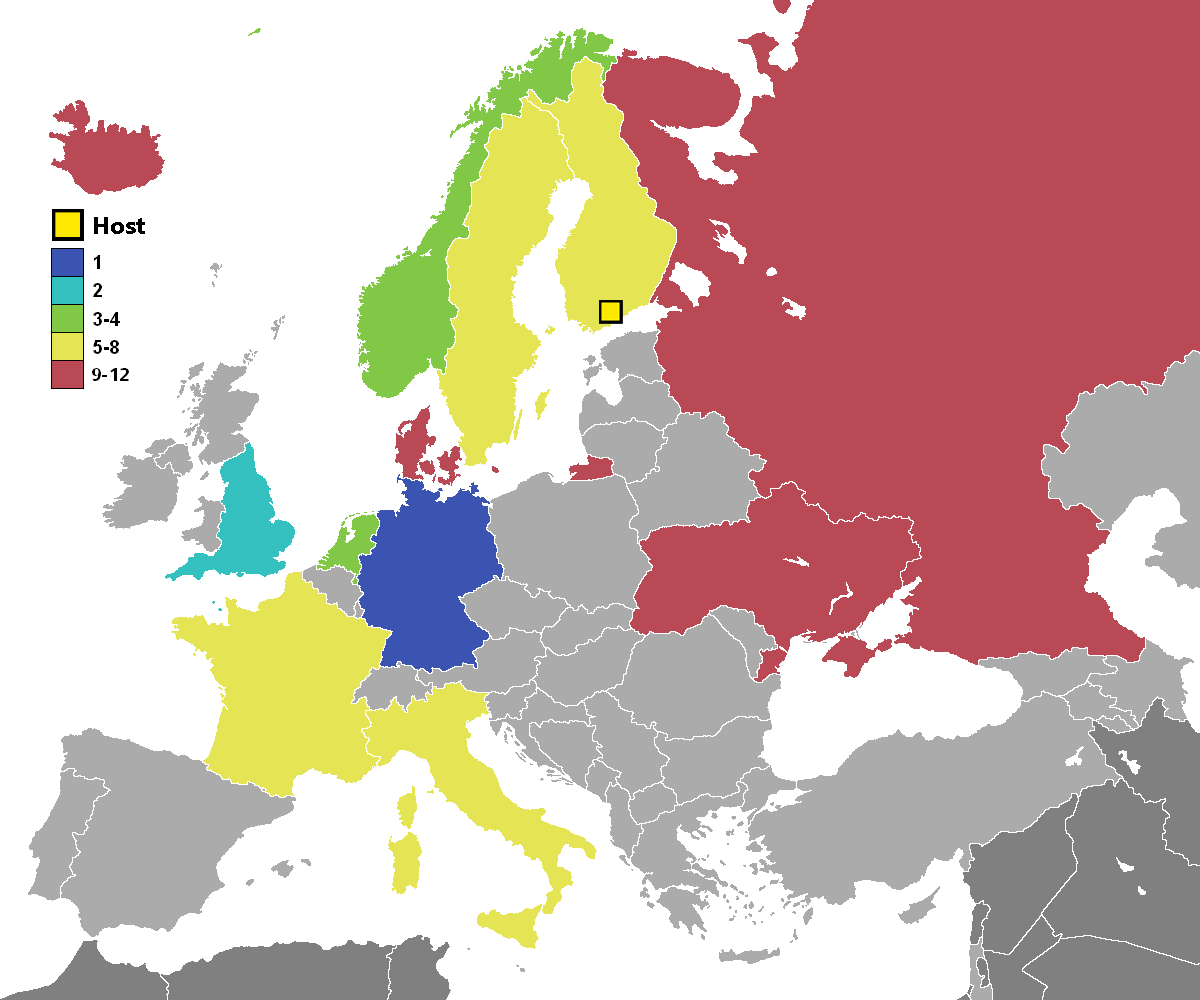
A 2009-es Európa-bajnokságon részt vevő országok helyezései

### Csoportkör
| Jelmagyarázat                                                                           |
| --------------------------------------------------------------------------------------- |
| A csoportok első és második helyezettje bejutott az egyenes kieséses szakaszba.         |
| A csoportok legjobb két harmadik helyezettje is bejutott az egyenes kieséses szakaszba. |
| A csoportok legrosszabb harmadik helyezettje és a negyedik helyezettjei kiestek.        |

#### A csoport
| Csapat     | M | Gy | D | V | Rg | Kg | Gk | P |
| ---------- | - | -- | - | - | -- | -- | -- | - |
| Finnország | 3 | 2  | 0 | 1 | 3  | 2  | +1 | 6 |
| Hollandia  | 3 | 2  | 0 | 1 | 5  | 3  | +2 | 6 |
| Dánia      | 3 | 1  | 0 | 2 | 3  | 4  | –1 | 3 |
| Ukrajna    | 3 | 1  | 0 | 2 | 2  | 4  | –2 | 3 |

| 2009. augusztus 23. 13:45 (CEST) | Ukrajna | 0 – 2                 | Hollandia                | Veritas Stadion, Turku Nézőszám: 2571 Játékvezető: Dorcioman (román) |
| 2009. augusztus 23. 13:45 (CEST) |         | (0 – 2) (Jegyzőkönyv) | Van de Ven 4' Stevens 9' | Veritas Stadion, Turku Nézőszám: 2571 Játékvezető: Dorcioman (román) |

| 2009. augusztus 23. 18:30 (CEST) | Finnország | 1 – 0                 | Dánia | Olimpiai Stadion, Helsinki Nézőszám: 16 334 Játékvezető: Damková (cseh) |
| 2009. augusztus 23. 18:30 (CEST) | Saari 49'  | (0 – 0) (Jegyzőkönyv) |       | Olimpiai Stadion, Helsinki Nézőszám: 16 334 Játékvezető: Damková (cseh) |

| 2009. augusztus 26. 16:30 (CEST) | Ukrajna          | 1 – 2                 | Dánia                      | Finnair Stadion, Helsinki Nézőszám: 1300 Játékvezető: Gaál (magyar) |
| 2009. augusztus 26. 16:30 (CEST) | Аpanascsenko 62' | (0 – 0) (Jegyzőkönyv) | Sand Andersen 49' Pape 87' | Finnair Stadion, Helsinki Nézőszám: 1300 Játékvezető: Gaál (magyar) |

| 2009. augusztus 26. 19:00 (CEST) | Hollandia      | 1 – 2                 | Finnország               | Olimpiai Stadion, Helsinki Nézőszám: 16 148 Játékvezető: Palmqvist (svéd) |
| 2009. augusztus 26. 19:00 (CEST) | Van de Ven 25' | (1 – 1) (Jegyzőkönyv) | Österberg Kalmari 7' 69' | Olimpiai Stadion, Helsinki Nézőszám: 16 148 Játékvezető: Palmqvist (svéd) |

| 2009. augusztus 29. 16:30 (CEST) | Finnország | 0 – 1                 | Ukrajna   | Olimpiai Stadion, Helsinki Nézőszám: 15 138 Játékvezető: Аvdoncsenko (orosz) |
| 2009. augusztus 29. 16:30 (CEST) |            | (0 – 0) (Jegyzőkönyv) | Pekur 69' | Olimpiai Stadion, Helsinki Nézőszám: 15 138 Játékvezető: Аvdoncsenko (orosz) |

| 2009. augusztus 29. 16:30 (CEST) | Dánia            | 1 – 2                 | Hollandia          | Lahden Stadion, Lahti Nézőszám: 1712 Játékvezető: Palmqvist (svéd) |
| 2009. augusztus 29. 16:30 (CEST) | J. Rasmussen 71' | (0 – 0) (Jegyzőkönyv) | Smit 58' Melis 66' | Lahden Stadion, Lahti Nézőszám: 1712 Játékvezető: Palmqvist (svéd) |

#### B csoport
| Csapat        | M | Gy | D | V | Rg | Kg | Gk | P |
| ------------- | - | -- | - | - | -- | -- | -- | - |
| Németország   | 3 | 3  | 0 | 0 | 10 | 1  | +9 | 9 |
| Franciaország | 3 | 1  | 1 | 1 | 5  | 7  | –2 | 4 |
| Norvégia      | 3 | 1  | 1 | 1 | 2  | 5  | –3 | 4 |
| Izland        | 3 | 0  | 0 | 3 | 1  | 5  | –4 | 0 |

| 2009. augusztus 24. 16:00 (CEST) | Németország                                             | 4 – 0                 | Norvégia | Ratina Stadion, Tampere Nézőszám: 6552 Játékvezető: Ihringova (angol) |
| 2009. augusztus 24. 16:00 (CEST) | Bresonik 33' (11-esből) Bajramaj 90' 90+4' Mittag 90+2' | (1 – 0) (Jegyzőkönyv) |          | Ratina Stadion, Tampere Nézőszám: 6552 Játékvezető: Ihringova (angol) |

| 2009. augusztus 24. 19:00 (CEST) | Izland          | 1 – 3                 | Franciaország                                           | Ratina Stadion, Tampere Nézőszám: 6552 Játékvezető: Аvdoncsenko (orosz) |
| 2009. augusztus 24. 19:00 (CEST) | Magnúsdóttir 6' | (1 – 1) (Jegyzőkönyv) | Abily 18' (11-esből) Bompastor 53' (11-esből) Nécib 67' | Ratina Stadion, Tampere Nézőszám: 6552 Játékvezető: Аvdoncsenko (orosz) |

| 2009. augusztus 27. 16:30 (CEST) | Franciaország | 1 – 5                 | Németország                                                               | Ratina Stadion, Tampere Nézőszám: 3331 Játékvezető: Monzul (ukrán) |
| 2009. augusztus 27. 16:30 (CEST) | Thiney 51'    | (0 – 3) (Jegyzőkönyv) | Grings 9' Krahn 17' Behringer 45+1' Bresonik 47' (11-esből) Laudehr 90+1' | Ratina Stadion, Tampere Nézőszám: 3331 Játékvezető: Monzul (ukrán) |

| 2009. augusztus 27. 19:00 (CEST) | Izland | 0 – 1                 | Norvégia     | Lahden Stadion, Lahti Nézőszám: 1399 Játékvezető: Dorcioman (román) |
| 2009. augusztus 27. 19:00 (CEST) |        | (0 – 1) (Jegyzőkönyv) | Pedersen 45' | Lahden Stadion, Lahti Nézőszám: 1399 Játékvezető: Dorcioman (román) |

| 2009. augusztus 30. 15:00 (CEST) | Németország | 1 – 0                 | Izland | Ratina Stadion, Tampere Nézőszám: 3101 Játékvezető: Heikkinen (finn) |
| 2009. augusztus 30. 15:00 (CEST) | Grings 50'  | (0 – 0) (Jegyzőkönyv) |        | Ratina Stadion, Tampere Nézőszám: 3101 Játékvezető: Heikkinen (finn) |

| 2009. augusztus 30. 15:00 (CEST) | Norvégia      | 1 – 1                 | Franciaország | Finnair Stadion, Helsinki Nézőszám: 1537 Játékvezető: Ihringova (angol) |
| 2009. augusztus 30. 15:00 (CEST) | Storløkken 4' | (1 – 1) (Jegyzőkönyv) | Abily 16'     | Finnair Stadion, Helsinki Nézőszám: 1537 Játékvezető: Ihringova (angol) |

#### C csoport
| Csapat      | M | Gy | D | V | Rg | Kg | Gk | P |
| ----------- | - | -- | - | - | -- | -- | -- | - |
| Svédország  | 3 | 2  | 1 | 0 | 6  | 1  | +5 | 7 |
| Olaszország | 3 | 2  | 0 | 1 | 4  | 3  | +1 | 6 |
| Anglia      | 3 | 1  | 1 | 1 | 5  | 5  | 0  | 4 |
| Oroszország | 3 | 0  | 0 | 3 | 2  | 8  | –6 | 0 |

| 2009. augusztus 25. 16:30 (CEST) | Anglia                             | 1 – 2                 | Olaszország            | Lahden Stadion, Lahti Nézőszám: 2950 Játékvezető: Steinhaus (német) |
| 2009. augusztus 25. 16:30 (CEST) | Williams 38' (11-esből) Stoney 28′ | (1 – 0) (Jegyzőkönyv) | Panico 56' Tuttino 82' | Lahden Stadion, Lahti Nézőszám: 2950 Játékvezető: Steinhaus (német) |

| 2009. augusztus 25. 19:00 (CEST) | Svédország                               | 3 – 0                 | Oroszország | Veritas Stadion, Turku Nézőszám: 4697 Játékvezető: Heikkinen (finn) |
| 2009. augusztus 25. 19:00 (CEST) | Rohlin 5' Sandell Svensson 15' Seger 82' | (2 – 0) (Jegyzőkönyv) |             | Veritas Stadion, Turku Nézőszám: 4697 Játékvezető: Heikkinen (finn) |

| 2009. augusztus 28. 16:30 (CEST) | Olaszország | 0 – 2                 | Svédország             | Veritas Stadion, Turku Nézőszám: 5947 Játékvezető: Steinhaus (német) |
| 2009. augusztus 28. 16:30 (CEST) |             | (0 – 2) (Jegyzőkönyv) | Schelin 9' Asllani 19' | Veritas Stadion, Turku Nézőszám: 5947 Játékvezető: Steinhaus (német) |

| 2009. augusztus 28. 19:00 (CEST) | Anglia                         | 3 – 2                 | Oroszország                  | Finnair Stadion, Helsinki Nézőszám: 1462 Játékvezető: Damková (cseh) |
| 2009. augusztus 28. 19:00 (CEST) | Carney 24' Aluko 32' Smith 42' | (3 – 2) (Jegyzőkönyv) | Cibutovics 2' Kurocskina 22' | Finnair Stadion, Helsinki Nézőszám: 1462 Játékvezető: Damková (cseh) |

| 2009. augusztus 31. 18:00 (CEST) | Oroszország | 0 – 2                 | Olaszország                | Olimpiai Stadion, Helsinki Nézőszám: 1112 Játékvezető: Gaál (magyar) |
| 2009. augusztus 31. 18:00 (CEST) |             | (0 – 0) (Jegyzőkönyv) | Gabbiadini 77' Zorri 90+3' | Olimpiai Stadion, Helsinki Nézőszám: 1112 Játékvezető: Gaál (magyar) |

| 2009. augusztus 31. 18:00 (CEST) | Svédország                      | 1 – 1                 | Anglia    | Veritas Stadion, Turku Nézőszám: 6142 Játékvezető: Monzul (ukrán) |
| 2009. augusztus 31. 18:00 (CEST) | Sandell Svensson 40' (11-esből) | (1 – 1) (Jegyzőkönyv) | White 28' | Veritas Stadion, Turku Nézőszám: 6142 Játékvezető: Monzul (ukrán) |

#### Harmadik helyen továbbjutó csapatok
A csoportkör végén a csoportharmadikok teljesítménye összehasonlításra került. A két legjobb mutatóval rendelkező harmadik helyezett válogatott bejutott a negyeddöntőbe.
| Csop. | Csapat   | M | Gy | D | V | Rg | Kg | Gk | P |
| ----- | -------- | - | -- | - | - | -- | -- | -- | - |
| C     | Anglia   | 3 | 1  | 1 | 1 | 5  | 5  | 0  | 4 |
| B     | Norvégia | 3 | 1  | 1 | 1 | 2  | 5  | –3 | 4 |
| A     | Dánia    | 3 | 1  | 0 | 2 | 3  | 4  | –1 | 3 |

### Egyenes kieséses szakasz
|  |                          |               |                          |                         |   |             |                           |           |  |  |       |       |       |
|  | Negyeddöntők             | Negyeddöntők  | Negyeddöntők             |                         |   | Elődöntők   | Elődöntők                 | Elődöntők |  |  | Döntő | Döntő | Döntő |
|  | Negyeddöntők             | Negyeddöntők  | Negyeddöntők             |                         |   | Elődöntők   | Elődöntők                 | Elődöntők |  |  | Döntő | Döntő | Döntő |
|  | szeptember 3. – Turku    |               |                          |                         |   |             |                           |           |  |  |       |       |       |
|  |                          |               |                          |                         |   |             |                           |           |  |  |       |       |       |
|  | Finnország               | Finnország    | 2                        |                         |   |             |                           |           |  |  |       |       |       |
|  | Finnország               | Finnország    | 2                        | szeptember 6. – Tampere |   |             |                           |           |  |  |       |       |       |
|  | Anglia                   | Anglia        | 3                        |                         |   |             |                           |           |  |  |       |       |       |
|  | Anglia                   | Anglia        | 3                        |                         |   | Anglia      | Anglia                    | 2         |  |  |       |       |       |
|  | szeptember 3. – Tampere  |               |                          |                         |   | Anglia      | Anglia                    | 2         |  |  |       |       |       |
|  |                          |               | Hollandia                | Hollandia               | 1 |             |                           |           |  |  |       |       |       |
|  | Hollandia                | Hollandia     | Hollandia                | Hollandia               | 1 | 0 (5)       |                           |           |  |  |       |       |       |
|  | Hollandia                | Hollandia     |                          |                         |   | 0 (5)       | szeptember 10. – Helsinki |           |  |  |       |       |       |
|  | Franciaország            | Franciaország | 0 (4)                    |                         |   |             |                           |           |  |  |       |       |       |
|  | Franciaország            | Franciaország | 0 (4)                    |                         |   | Anglia      | Anglia                    | 2         |  |  |       |       |       |
|  | szeptember 4. – Lahti    |               |                          |                         |   | Anglia      | Anglia                    | 2         |  |  |       |       |       |
|  |                          |               | Németország              | Németország             | 6 |             |                           |           |  |  |       |       |       |
|  | Németország              | Németország   | Németország              | Németország             | 6 | 2           |                           |           |  |  |       |       |       |
|  | Németország              | Németország   | szeptember 7. – Helsinki |                         |   | 2           |                           |           |  |  |       |       |       |
|  | Olaszország              | Olaszország   | 1                        |                         |   |             |                           |           |  |  |       |       |       |
|  | Olaszország              | Olaszország   | 1                        |                         |   | Németország | Németország               | 3         |  |  |       |       |       |
|  | szeptember 4. – Helsinki |               |                          |                         |   | Németország | Németország               | 3         |  |  |       |       |       |
|  |                          |               | Norvégia                 | Norvégia                | 1 |             |                           |           |  |  |       |       |       |
|  | Svédország               | Svédország    | Norvégia                 | Norvégia                | 1 | 1           |                           |           |  |  |       |       |       |
|  | Svédország               | Svédország    |                          |                         |   |             |                           |           |  |  |       |       |       |
|  | Norvégia                 | Norvégia      | 3                        |                         |   |             |                           |           |  |  |       |       |       |
|  | Norvégia                 | Norvégia      | 3                        |                         |   |             |                           |           |  |  |       |       |       |
|  |                          |               |                          |                         |   |             |                           |           |  |  |       |       |       |

#### Negyeddöntők
| 2009. szeptember 3. 15:00 (CEST) | Finnország                | 2 – 3                 | Anglia                     | Veritas Stadion, Turku Nézőszám: 7247 Játékvezető: Damková (cseh) |
| 2009. szeptember 3. 15:00 (CEST) | Sjölund 66' Sällström 79' | (0 – 1) (Jegyzőkönyv) | Aluko 14' 67' Williams 49' | Veritas Stadion, Turku Nézőszám: 7247 Játékvezető: Damková (cseh) |

| 2009. szeptember 3. 19:00 (CEST) | Hollandia     | 0 – 0 (h.u.) | Franciaország | Ratina Stadion, Tampere Nézőszám: 2766 Játékvezető: Heikkinen (finn) |
| 2009. szeptember 3. 19:00 (CEST) | (Jegyzőkönyv) |              |               | Ratina Stadion, Tampere Nézőszám: 2766 Játékvezető: Heikkinen (finn) |

|                                                            |       | 11-esekkel                                                 |  |
| Stevens Melis Kiesel-Griffioen Smit Koster Bito Hoogendijk | 5 – 4 | Soubeyrand Abily Henry Le Sommer Franco Meilleroux Herbert |  |

| 2009. szeptember 4. 15:00 (CEST) | Németország   | 2 – 1                 | Olaszország | Lahden Stadion, Lahti Nézőszám: 1866 Játékvezető: Palmqvist (svéd) |
| 2009. szeptember 4. 15:00 (CEST) | Grings 4' 47' | (1 – 0) (Jegyzőkönyv) | Panico 63'  | Lahden Stadion, Lahti Nézőszám: 1866 Játékvezető: Palmqvist (svéd) |

| 2009. szeptember 4. 19:00 (CEST) | Svédország           | 1 – 3                 | Norvégia                                      | Finnair Stadion, Helsinki Játékvezető: Steinhaus (német) |
| 2009. szeptember 4. 19:00 (CEST) | Sandell Svensson 80' | (0 – 2) (Jegyzőkönyv) | Segerström 39' (öngól) Giske 45' Pedersen 60' | Finnair Stadion, Helsinki Játékvezető: Steinhaus (német) |

#### Elődöntők
| 2009. szeptember 6. 18:00 (CEST) | Anglia                     | 2 – 1 (h.u.)                  | Hollandia  | Ratina Stadion, Tampere Nézőszám: 4621 Játékvezető: Gaál (magyar) |
| 2009. szeptember 6. 18:00 (CEST) | K. Smith 61' J. Scott 116' | (0–0, 1-1, 1-1) (Jegyzőkönyv) | Pieëte 64' | Ratina Stadion, Tampere Nézőszám: 4621 Játékvezető: Gaál (magyar) |

| 2009. szeptember 7. 18:00 (CEST) | Németország                             | 3 – 1                 | Norvégia      | Finnair Stadion, Helsinki Nézőszám: 2765 Játékvezető: Heikkinen (finn) |
| 2009. szeptember 7. 18:00 (CEST) | Laudehr 59' Da Mbabi 61' Bajramaj 90+3' | (0 – 1) (Jegyzőkönyv) | Herlovsen 10' | Finnair Stadion, Helsinki Nézőszám: 2765 Játékvezető: Heikkinen (finn) |

#### Döntő
| 2009. szeptember 10. 18:00 (CEST) | Anglia                  | 2 – 6                   | Németország                                          | Olimpiai Stadion, Helsinki Nézőszám: 15 877 Játékvezető: Damková (cseh) |
| 2009. szeptember 10. 18:00 (CEST) | Carney 24' K. Smith 55' | (1 – 2) [ (Jegyzőkönyv) | Prinz 20' 76' Behringer 22' Kulig 51' Grings 62' 73' | Olimpiai Stadion, Helsinki Nézőszám: 15 877 Játékvezető: Damková (cseh) |

| A 2009-es női labdarúgó-Európa-bajnokság győztese |
| ------------------------------------------------- |
| · Németország · 7. cím                            |

## Gólszerzők
| 6 gólos - Inka Grings 3 gólos - Eniola Aluko - Kelly Smith - Fatmire Bajramaj - Victoria Sandell Svensson 2 gólos - Karen Carney - Fara Williams - Laura Österberg Kalmari - Camille Abily - Kirsten van de Ven - Melanie Behringer - Linda Bresonik - Birgit Prinz - Simone Laudehr - Cecilie Pedersen - Patrizia Panico | 1 gólos - Faye White - Jill Scott - Maiken Pape - Johanna Rasmussen - Camilla Sand Andersen - Maija Saari - Linda Sällström - Annica Sjölund - Sonia Bompastor - Louisa Nécib - Gaëtane Thiney - Manon Melis - Sylvia Smit - Karin Stevens - Marlous Pieëte - Hólmfríður Magnúsdóttir - Célia Okoyino da Mbabi - Annike Krahn | - Kim Kulig - Anja Mittag - Anneli Giske - Lene Storløkken - Isabell Herlovsen - Melania Gabbiadini - Alessia Tuttino - Tatiana Zorri - Kszenyija Cibutovics - Oleszja Kurocskina - Kosovare Asllani - Charlotte Rohlin - Lotta Schelin - Caroline Seger - Darina Аpanascsenko - Ljudmila Pekur Öngól - Stina Segerström (Norvégia ellen) |